# بالوکساویر ماربوکسیل
بالوکساویر ماربوکسیل (انگلیسی: Baloxavir marboxil) (با نام تجاری Xofluza)، یک داروی ضد ویروسی برای درمان آنفولانزای A و آنفلوانزای B است. این دارو برای استفاده پزشکی در ژاپن و ایالات متحده در سال ۲۰۱۸ تأیید شد و به صورت یک دوز خوراکی مصرف می‌شود. ممکن است طول مدت علائم آنفولانزا را حدود یک روز کاهش دهد، اما مستعد انتخاب جهش‌های مقاوم است که آن را بی‌اثر می‌کند.
این دارو به‌عنوان یک استراتژی پیش‌دارو توسعه داده شد که متابولیسم آن عامل فعال، اسید بالوکساویر (BXA) را آزاد می‌کند. سپس اسید بالوکساویر به‌عنوان بازدارنده آنزیم عمل می‌کند و فعالیت اندونوکلئاز وابسته به کلاهک ویروس آنفولانزا را هدف قرار می‌دهد، که در «کلاه ربایی» توسط کمپلکس پلیمراز ویروس، فرآیندی ضروری برای چرخه زندگی آن، استفاده می‌شود.
شایع‌ترین عوارض جانبی بالوکساویر ماربوکسیل شامل اسهال، برونشیت، حالت تهوع، سینوزیت و سردرد است.

## کاربرد پزشکی
این دارو یک داروی آنفولانزا، یک ضد ویروس، برای افراد دوازده سال یا بیشتر است که علائم این عفونت را بیش از ۴۸ ساعت نشان نمی‌دهند. اثربخشی بالوکساویر ماربوکسیل پس از ۴۸ ساعت آزمایش نشده‌است.

## فرم‌های در دسترس
این دارو به صورت قرص و به صورت گرانول برای مخلوط کردن در آب موجود است.

## موارد منع مصرف
این دارو نباید همزمان با محصولات لبنی، نوشیدنی‌های غنی شده با کلسیم، یا ملین‌ها، آنتی اسیدها یا مکمل‌های خوراکی حاوی کلسیم، آهن، منیزیم، سلنیوم، آلومینیوم یا روی مصرف شود.

## اثرات جانبی
عوارض جانبی رایج پس از تجویز تک دوز بالوکساویر ماربوکسیل شامل اسهال، برونشیت، سرماخوردگی، سردرد و حالت تهوع است. عوارض جانبی در ۲۱ درصد از افرادی که بالوکساویر دریافت کردند، ۲۵ درصد از افرادی که دارونما دریافت کردند و ۲۵ درصد اسلتامیویر و زانامیویر گزارش شد.

## مکانیسم عمل
این دارو یک عامل درمانی آنفولانزا است، به ویژه، یک بازدارنده آنزیم که فعالیت اندونوکلئاز وابسته به کلاه ویروس آنفولانزا را هدف قرار می‌دهد، که یکی از فعالیت‌های مجموعه پلیمراز ویروس است. به‌ویژه، فرآیندی را که به‌عنوان کپ‌ربایی، شناخته می‌شود، مهار می‌کند که به‌وسیله آن ویروس پرایمرهای کوتاه و سرپوش‌دار را از رونوشت‌های RNA سلول میزبان می‌گیرد و سپس از آن برای سنتز mRNAهای ویروسی مورد نیاز خود با پلیمراز استفاده می‌کند. یک زیر واحد پلیمراز به pre-mRNAهای میزبان در کلاهک‌های ۵' آنها متصل می‌شود، سپس فعالیت اندونوکلئاز پلیمراز «پس از ۱۰ تا ۱۳ نوکلئوتید» برش آن را کاتالیز می‌کند.

## خوانش بیش‌تر
- Ikematsu H, Hayden FG, Kawaguchi K, Kinoshita M, de Jong MD, Lee N,  et al. (July 2020). "Baloxavir Marboxil for Prophylaxis against Influenza in Household Contacts". N. Engl. J. Med. 383 (4): 309–320. doi:10.1056/NEJMoa1915341. PMID 32640124.
- Mushtaq A (December 2018). "Baloxavir: game-changer or much ado about nothing?". Lancet Respir Med. 6 (12): 903–904. doi:10.1016/S2213-2600(18)30469-7. PMID 30420246.